# Monumento a los navegantes
El monumento a los navegantes o monumento a los navegantes ilustres es un monumento conmemorativo situado en la ciudad española de Pontevedra. Se encuentra en los jardines de Vincenti del parque de las Palmeras, en el ensanche burgués decimonónico.

## Historia
La idea de la creación de un monumento a los navegantes ilustres de Pontevedra partió del historiador naval, militar y escritor pontevedrés Amancio Landín Carrasco que expresó en la prensa su pesar por "el olvido en que Pontevedra tenía a sus más notables navegantes y descubridores". El gobernador civil de Pontevedra, Rafael Fernández Martínez, asumió la responsabilidad del proyecto en 1959 y lo puso en marcha con la colaboración de Sebastián García Ramírez, presidente del Gremio de Mareantes.
Los bocetos del monumento fueron obra de Amancio Landín Carrasco y el proyecto incluía en su origen la incorporación de una peña con gaviotas, diseño de Antonio Molins, que no fue finalmente llevada a cabo. La colaboración del empresario José "Pin" Malvar Figueroa hizo posible la realización de la obra, aunque debido a limitaciones presupuestarias, la altura prevista del monumento se rebajó  en un metro y medio y no se ejecutó el pequeño estanque que originalmente se planeaba para rodearla. Los elementos de forja en hierro del monumento fueron realizados por el escultor pontevedrés José Luis Penado. El diseño arquitectónico fue obra del aparejador y dibujante Agustín Portela Paz.
La inauguración del monumento se produjo ante numerosas personalidades el 12 de octubre de 1959 a las seis de la tarde, coincidiendo con el día de la Hispanidad. Estuvieron representados 18 países distintos por medio de diversas autoridades como el embajador de Estados Unidos en España John Davis Lodge o el ministro de Asuntos Exteriores Fernando Castiella y Maiz.

## Descripción

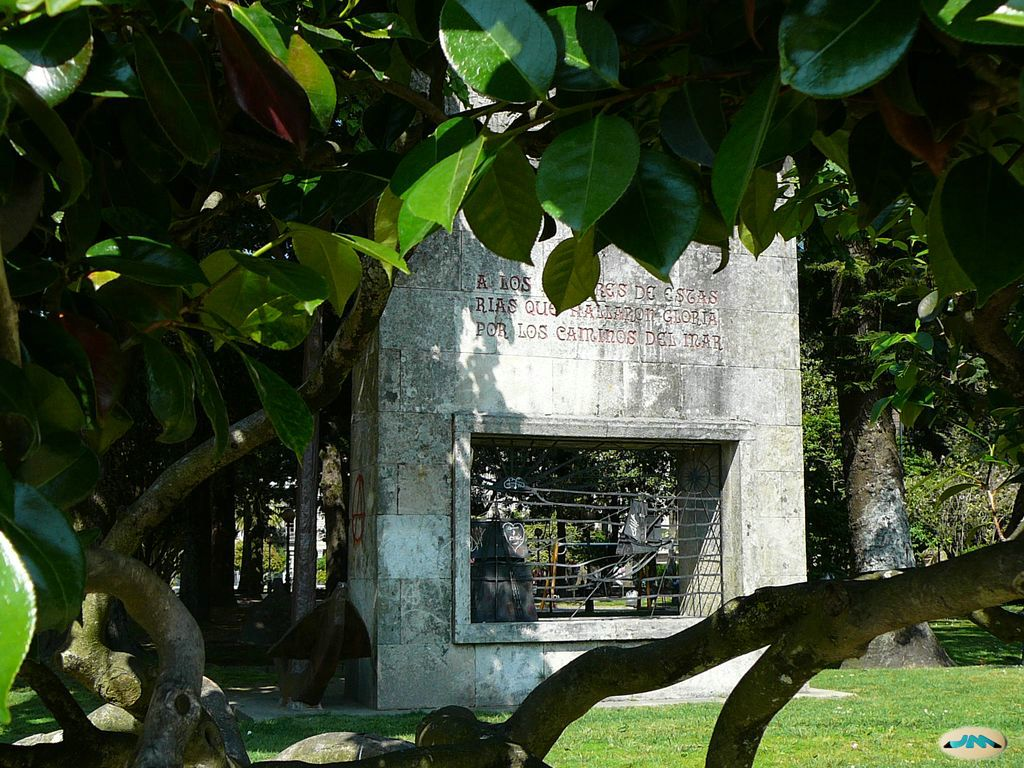
Detalle del enrejado.

El monumento a los navegantes ilustres, ubicado en un emplazamiento orientado al mar y a la ría de Pontevedra es un memorial que honra la memoria de los navegantes vinculados a Pontevedra Paio Gómez Charino, Alvar Páez de Sotomayor, Pedro Sarmiento de Gamboa, Alonso Jofre Tenorio, Juan de Nova, los hermanos Bartolomé García de Nodal y Gonzalo García de  Nodal, Juan de Matos, Enrique MacDonell y de Gondé, Juan Antonio Gago de Mendoza y Casto Méndez Núñez. El monumento incluía inicialmente dos hileras con los nombres de los navegantes escritos en bronce, una de las cuales desapareció.
Se trata de  una estructura en cantería y hormigón de seis metros y medio de altura y cuatro de ancho en forma de pórtico, construida sobre un muro de sillares de granito. Tiene un ancla exenta de hierro adosada a su lado izquierdo, proveniente de uno de los galeones de Rande de 1702, que originariamente se completaba con una gran cadena. El ancla, anteriormente ubicada en el Museo de Pontevedra, fue cedida por su director de la época Xosé Filgueira Valverde.
En la parte frontal superior izquierda, está tallada en relieve en la piedra una carabela, mientras que en la parte inferior, en hierro forjado transparente, se encuentra un vano rectangular con una carta náutica de Juan de la Cosa en un enrejado de coordenadas. En la parte superior de los laterales del monolito se encuentran dos escudos isabelinos. El relieve con la carabela, prácticamente sin variación, se encuentra también en el pedestal del monumento a Colón, el cual fue inaugurado el mismo día.
En su parte frontal el monumento presenta en el centro una inscripción tallada en rojo en el granito, concebida por Amancio Landín Carrasco :
| MONUMENTO A LOS HOMBRES DE ESTAS RÍAS QUE HALLARON GLORIA POR LOS CAMINOS DEL MAR |

En la parte posterior del monumento figuran los nombres de los ilustres navegantes a los que está dedicado el monumento, con letras que originariamente eran de bronce. 